# Nilssonia leithii
Espèce
Synonymes
- Trionyx leithii Gray, 1872
- Aspideretes leithii (Gray, 1872)
- Aspilus gataghol Gray, 1872
- Trionyx sulcifrons Annandale, 1915

Statut de conservation UICN

 VU A1c : Vulnérable
Statut CITES
Nilssonia leithii est une espèce de tortues de la famille des Trionychidae.

## Répartition
Cette espèce est endémique d'Inde. Elle se rencontre dans les États d'Andhra Pradesh, de Karnataka, de Kerala, de Madhya Pradesh, de Maharashtra, d'Orissa et de Tamil Nadu.

## Étymologie
Cette espèce est nommée en l'honneur d'Andrew H. Leith.

## Publication originale
- Gray, 1872 : Notes on the mud-tortoises of India (Trionyx, Geoffroy). Annals and Magazine of Natural History, ser. 4, vol. 10, p. 326–340 (texte intégral).